# Heilige Johannes van Maltakerk
De Heilige Johannes van Maltakerk (Frans:  Église Saint-Jean de Malte) is een kerk in het centrum van de Franse stad Aix-en-Provence. Het is de oudste gotische kerk in de Provence. In de kerk liggen de veertiende-eeuwse graven van Provence begraven. Ze is genoemd naar Johannes de Doper, de beschermheilige van de Orde van Sint-Jan.

## Geschiedenis
Van oorsprong stond op de plek van de huidige kerk een hospitaal en een kapel van de Hospitaalridders. Indertijd stond de kerk met de bijbehorende priorij buiten de stadsmuren van Aix-en-Provence. In 1272 was men begonnen met de bouw van de huidige gotische kerk. Na vijf jaar was de kerk voltooid. In de 17e eeuw kwam de kerk door stadsuitbreidingen binnen de muren te liggen. De priorij en bijbehorende goederen werden verkocht door de Orde en daardoor kon het Quartier Mazarin ontstaan. Van dit geld besteedde prior Jean-Claude Viany veel aan het interieur van de kerk, waaronder vele schilderijen. In de nadagen van de Franse Revolutie werd de kerk geplunderd en tijdelijk gebruikt als militair arsenaal.